# لوییس فرناندو تنا
لوییس فرناندو تنا (اسپانیایی: Luis Fernando Tena‎؛ زادهٔ ۲۰ ژانویهٔ ۱۹۵۸) بازیکن سابق و مربی فوتبال اهل مکزیک است.
از باشگاه‌هایی که در آن بازی کرده‌است می‌توان به باشگاه فوتبال گوادالاخارا اشاره کرد. وی به‌عنوان سرمربی تیم ملی فوتبال زیر ۲۳ سال مکزیک به مقام قهرمانی بازی‌های المپیک تابستانی ۲۰۱۲ دست پیدا کرده‌است.